# Aprostocetus anoplophorae
Aprostocetus anoplophorae är en stekelart som beskrevs av Gérard Delvare 2004. Aprostocetus anoplophorae ingår i släktet Aprostocetus och familjen finglanssteklar.
Artens utbredningsområde är Italien. Inga underarter finns listade i Catalogue of Life.